# The Elder Scrolls Online
The Elder Scrolls Online, ofta förkortat till ESO eller TESO, är ett MMORPG-spel utvecklat av Zenimax Online Studios. Det ingår i datorspelserien The Elder Scrolls. Spelet lanserades den 4 april 2014 med stöd för både Microsoft Windows och OS X. Playstation 4- och Xbox One-versionerna av spelet gavs ut 9 juni 2015. ESO är det första spelet i serien The Elder Scrolls som spelas online.

## Röstskådespelare
- Kate Beckinsale - Queen Ayrenn
- Peter Stormare - Jorunn the Skald King
- Bill Nighy - High King Emeric
- Lynda Carter - Azura
- Michael Gambon - The Prophet
- Malcolm McDowell - Molag Bal
- Alfred Molina - Abnur Tharn
- John Cleese - Sir Cadwell
- Kevin Michael Richardson - Sai Sahan
- Jennifer Hale - Lyris Titanborn
- Keith Szarabajka - Hircine / Abbot Durak / Abzag the Monster / Olika röstroller
- Michael Benyaer - Hrogi / Nord Guard (Manlig röst) / Justice Istah
- Christopher Corey Smith - Razum-dar / Merric-at-Aswala / Red Guard / Khajiit / Altmer / Wraith
- JB Blanc - Sheogorath / Dunmer (Manlig röst) / Altmer (Manlig röst) / Breton (Manlig röst) / Mummy / Khajiit (Manlig röst)
- Gideon Emery - Altmer (Manlig röst) / Dunmer (Manlig röst)
- Robin Atkin Downes - Altmer (Manlig röst) / Dunmer (Manlig röst)
- Liam O'Brien - Breton (Manlig röst) / Bosmer (Manlig röst) / Skeleton
- Courtenay Taylor - Breton (Kvinnlig röst) / Khajit (Kvinnlig röst)
- Sumalee Montano - Redguard (Kvinnlig röst) / Khajiit (Kvinnlig röst) / Orc / Olika röstroller
- Mary Faber - Breton (Kvinnlig röst) / Bosmer (Kvinnlig röst)
- Alem Brhan Sapp - Redguard (Manlig röst) / Argonian (Manlig röst)
- Helen Sadler - Dunmer Elf / Bosmer Elf / Nereid / Olika röstroller